# 滋賀県道175号朝日野停車場線
滋賀県道175号朝日野停車場線（しがけんどう175ごう あさひのていしゃじょうせん）は、滋賀県東近江市を通る一般県道である。

## 概要
近江鉄道本線 朝日野駅から東近江市鋳物師町に至る。
近江鉄道本線 朝日野駅は、東近江市と蒲生郡日野町にまたがり設置されている。

### 路線データ
- 起点：東近江市鋳物師町（近江鉄道本線 朝日野駅前）
- 終点：東近江市鋳物師町（国道477号交点、日野東部広域農道上）
- 総延長：0.3 km

## 路線状況

### 重複区間
- 日野東部広域農道（東近江市鋳物師町・鋳物師交差点 - 東近江市鋳物師町（終点））

## 地理

### 通過する自治体
- 東近江市

### 交差する道路
| 交差する道路                                           | 交差する場所 | 交差する場所 |
| ------------------------------------------------------ | ------------ | ------------ |
| 滋賀県道45号石原八日市線 日野東部広域農道 重複区間起点 | 鋳物師町     | 鋳物師交差点 |
| 国道477号 日野東部広域農道 重複区間終点                | 鋳物師町     | 終点         |

### 沿線
- 近江鉄道本線 朝日野駅
- 竹田神社
- 蓮行寺